# Крутці (Крутцовська сільрада)
Крутці (рос. Крутцы) — присілок в Ветлузькому районі Нижньогородської області Російської Федерації.
Населення становить 590 осіб. Входить до складу муніципального утворення Крутцовська сільрада.

## Історія
Від 2009 року входить до складу муніципального утворення Крутцовська сільрада.

## Населення
| 1999 | 2002 | 2010 |
| ---- | ---- | ---- |
| 577  | ↘554 | ↗590 |